# Calcificació ectòpica
La calcificació ectòpica (o calcificació distròfica o ossificació ectòpica) és una deposició patològica de sals de calci en teixits o creixement ossi en teixits tous (com els pulmons, ulls, artèries o altres òrgans). Això pot ser un símptoma d'hiperfosfatèmia.

## Causes
L'absorció de sals de calci normalment es produeix en els teixits ossis i és facilitada per l'hormona paratiroide i la vitamina D. No obstant això, les quantitats augmentades d'hormona paratiroide a la sang ocasionen el dipòsit de calci en els teixits tous. Això pot ser una indicació d'hiperparatiroïdisme, arterioesclerosi o trauma als teixits.
La calcificació del múscul es pot produir després de lesions traumàtiques i es coneix com a miositis ossificant. Es pot reconèixer per l'enduriment i la pèrdua d'estirament localitzats en la zona afectada del múscul. Per reduir el risc de calcificació després d'una lesió, el millor és repòs, fred local, compressió i elevació del membre afectat.